# Amanu
Amanu és un atol de les Tuamotu, a la Polinèsia Francesa. Forma una comuna associada a la comuna d'Hao. Està situat al centre i a l'est de l'arxipèlag, a 15 km al nord d'Hao.

## Geografia
L'atol és de forma ovalada, de 29 km de llarg i 10 km d'ample, amb una orientació nord-est a sud-oest formant angle recte amb Hao, una orientació atípica en els atols de les Tuamotu. La superfície total és de 9,6 km². L'escull exterior encercla la llacuna excepte per tres passos situats a l'oest. A l'est hi ha uns perillosos esculls per a la navegació.
La vila principal és Ikitake i la població total era de 165 habitants al cens del 2002. No disposa d'infraestructures significatives.

## Història
Amanu va ser descobert, la vigília de Tots Sants del 1774, per José Andía y Varela que el va anomenar Isla de las Ánimas. Va ser cartografiat per Bellinghausen el 1820, sota el nom de Moller Island. També s'ha conegut amb el nom de Freycinet.
El 1929 s'hi van trobar els canons de la caravel·la espanyola San Lesmes perduda el 1526. Era la segona expedició espanyola a les Moluques comandada per García Jofre de Loaisa. Al sortir de l'estret de Magallanes la caravel·la San Lesmes es va perdre al Pacífic. L'investigador australià Robert Langdon manté que la caravel·la va encallar a Amanu, els tripulants van sobreviure i van influir en la cultura de les illes veïnes. L'any 2000 es van trobar les restes del HMS Hercules, perdut el 1821.